# Dicerura
Dicerura is een muggengeslacht uit de familie van de galmuggen (Cecidomyiidae).

## Soorten
- D. adunca Borkent, 1990
- D. barbata Mamaev, 1966
- D. carpiensis Borkent, 1990
- D. complicata Spungis, 1987
- D. cooperi Borkent, 1990
- D. curva Borkent, 1990
- D. dentata Spungis, 1979
- D. elongata Borkent, 1990
- D. fungicola (Mamaev, 1964)
- D. furcata (Felt, 1907)
- D. furculata Mamaev, 1968
- D. iridis (Kaltenbach, 1873)
- D. loba Borkent, 1990
- D. mixta Spungis, 1987
- D. oregonensis (Felt, 1919)
- D. rossica (Mamaev, 1960)
- D. scirpicola Kieffer, 1898
- D. separata Spungis, 1987
- D. triangularis Mamaev, 1966
- D. unidentata Spungis, 1987
- D. xylophila Mamaev, 1966